# Moorse wormhagedis
De Moorse wormhagedis (Blanus cinereus) is een wormhagedis uit de familie Blanidae.

## Naam en indeling
Deze soort wordt ook wel grijze ringelhagedis of Iberische wormhagedis genoemd.
De wetenschappelijke naam van de soort werd voor het eerst voorgesteld door Domenico Agostino Vandelli in 1797. Oorspronkelijk werd de wetenschappelijke naam Amphisbaena cinerea gebruikt, de hagedis werd lange tijd tot het geslacht van de echte wormhagedissen (Amphisbaena) gerekend.

## Uiterlijke kenmerken
De lichaamslengte is ongeveer 22 tot dertig centimeter. Het lichaam is roze tot bruingrijs van kleur en heeft gladde schubben; deze soort heeft geen poten. De voorzijde van de kop wordt bedekt door een grote, verharde schub die het graven vergemakkelijkt. Over de rudimentaire ogen ligt een doorzichtige schub waarmee de hagedis slecht kan zien, het zicht is niet gedetailleerd. De onderkaak is bij de Moorse wormhagedis ongeveer even lang als de bovenkaak, in tegenstelling tot de meeste andere soorten wormhagedissen. Meestal is de onderkaak korter zodat de mond onderstandig is; de mondopening wijst naar onder.
Op de flank is vaak een witte, vale streep te zien. De schubben zijn in ringvormige rijen om het lichaam gelegen. De schubbenrijen zijn breder dan die van andere wormhagedissen. Alle andere soorten hebben per lichaamswervel twee schubbenrijen, de Moorse wormhagedis bezit slechts een enkele rij schubben per wervel. De schubben dragen groeven in de lengte zodat het lichaam lijkt op een mozaïek met kleine vierkantjes.

## Levenswijze
Dankzij de schoffelvormige kop en de ringvormige groeven op het lichaam kan het dier goed graven. Hij is meestal te vinden onder stenen of hout maar wordt ook veel aangetroffen in mierenhopen. De Moorse wormhagedis eet wormen en slakken, maar ook insecten en hun larven worden gegeten. Soms worden kleine hagedissen buitgemaakt. Het dier leeft ondergronds en komt zelden boven, alleen 's nachts of na zware regenval. De hagedis is vooral in de lente en zomer actief.
Bij bedreiging of verstoring rolt de wormhagedis zich op als een bal met de kop in het midden. Ook kan met de verharde staart worden uitgehaald richting de tegenstander. Belangrijke vijanden zijn roofvogels, grotere hagedissen, slangen en rovende zoogdieren zoals vossen en varkens.
De vrouwtjes zijn eierleggend en zetten per keer een enkel ei af dat na zeventig tot tachtig dagen uitkomt. De juvenielen zijn ongeveer acht centimeter lang. Van in gevangen gehouden exemplaren is bekend dat een leeftijd van zestien jaar kan worden bereikt.

## Verspreiding en habitat

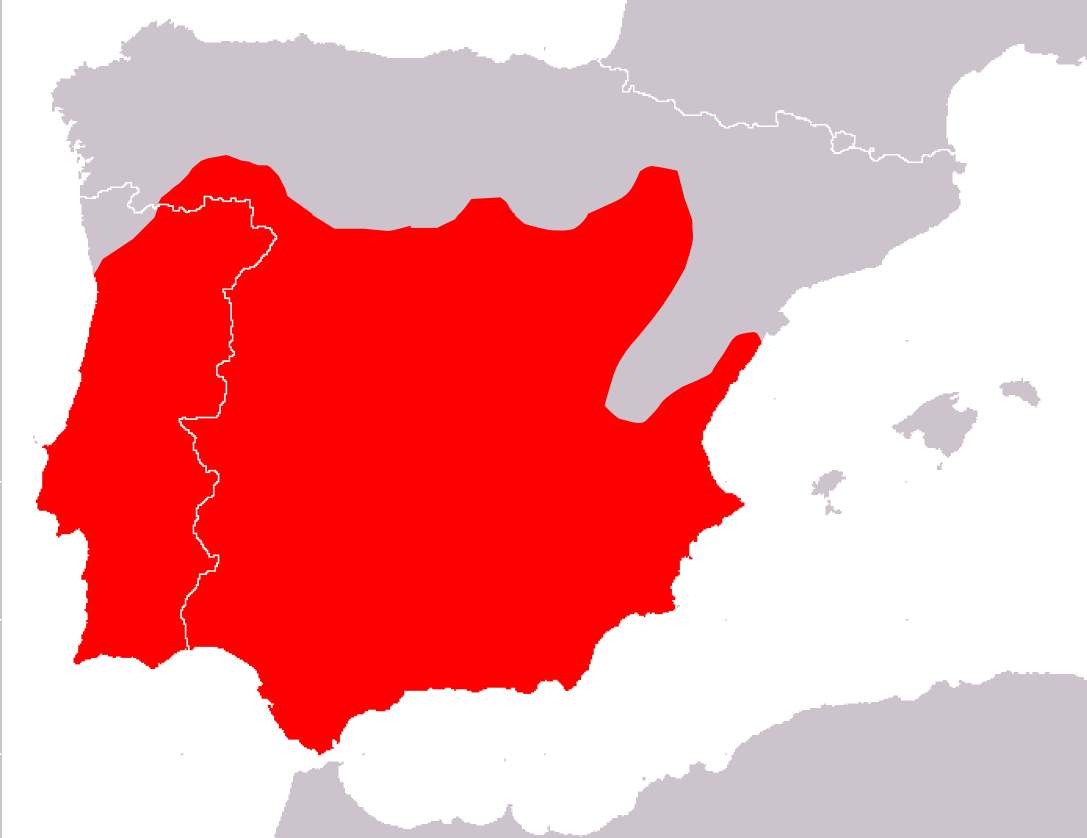
Verspreidingsgebied in het rood.

De Moorse wormhagedis is de enige wormhagedis die in Europa voorkomt en leeft hier in Spanje en Portugal. Sommige bronnen melden ook delen van Noord-Afrika (Marokko) als verspreidingsgebied. De voormalige ondersoort Blanus cinereus mettelali -die tegenwoordig als een volwaardige soort wordt gezien- komt hier namelijk voor. De Moorse wormhagedis komt als gevolg van deze taxonomische wijziging tegenwoordig niet voor buiten Europa.
De habitat bestaat uit bossen, scrublands, graslanden en agrarische gebieden. De soort is aangetroffen van zeeniveau tot op een hoogte van ongeveer 1800 meter boven zeeniveau.

## Beschermingsstatus
Het is een zeldzame soort die wettelijk is beschermd door CITES. Door de internationale natuurbeschermingsorganisatie IUCN is de beschermingsstatus 'veilig' toegewezen (Least Concern of LC).